# Pontifício Comitê para os Congressos Eucarísticos Internacionais
O Pontifício Comitê para os Congressos Eucarísticos Internacionais foi constituído e erigido em 1879 pelo Papa Leão XIII. Em 1986, João Paulo II aprovou o novo Estatuto deste pontifício comitê.

## Objetivos e Competências
O Pontifício Comitê tem por objetivos e competências: fazer conhecer, amar e servir sempre melhor Nosso Senhor Jesus Cristo no Seu Mistério Eucarístico, centro da vida da Igreja e da Sua missão pela salvação do mundo. Por isso promove a preparação e a celebração periódicas dos Congressos Eucarísticos Internacionais.
Para assegurar uma adequada preparação pastoral: convoca as Conferências Episcopais e os Sínodos Patriarcais para que nomeiem os Delegados nacionais, os quais se empenham na preparação dos Congressos e quando necessitar constituam com a aprovação e com a contribuição da autoridade eclesiástica local, os Comitês Eucarísticos Nacionais; favorece e privilegia aquelas iniciativas que, em harmonia com as disposições vigentes da Igreja, têm o objetivo de incrementar a compreensão e a participação ao Mistério eucarístico em todos os seus aspectos: desde a celebração da Eucaristia e do culto extra missam até a irradiação na vida pessoal e social.

## Presidentes
|             | Nome                           | Período     | Notas              |
| Presidentes | Presidentes                    | Presidentes | Presidentes        |
| ----------- | ------------------------------ | ----------- | ------------------ |
| 5º          | Corrado Maggioni, S.M.M.       | 2021-atual  |                    |
| 4º          | Piero Marini                   | 2007-2021   | Presidente emérito |
| 3º          | Jozef Cardeal Tomko            | 2001-2007   |                    |
| 2º          | Edouard Cardeal Gagnon, P.S.S. | 1991-2001   |                    |
| 1º          | Opilio Cardeal Rossi           | 1984-1991   |                    |